# ビートルズ VI
『ビートルズ VI』（Beatles VI)は、アメリカ合衆国とカナダでキャピトル・レコードから発売されたビートルズの7作目のアルバムで、ヴィージェイ・レコードやユナイテッド・アーティスツ・レコードから発売された作品も含めて9作目のアルバムである。

## 解説
『ビートルズ VI』は米キャピトル・レコードの編集アルバムである。『ビートルズ・フォー・セール』から6曲と、イギリス盤『ヘルプ!』に収録される「ユー・ライク・ミー・トゥ・マッチ」、「ディジー・ミス・リジー」、「テル・ミー・ホワット・ユー・シー」、そしてイギリスでは1966年まで未発表だった｢バッド・ボーイ｣などを加えた11曲を収録。
『ビルボード』誌のTop LPsチャートでは、6週連続第1位を獲得。本作はMusic Canadaからゴールド、アメリカレコード協会からプラチナ認定を受けている。
イギリスでのビートルズのオリジナル・アルバムのCD化にともない、アメリカ編集盤のアルバムは『マジカル・ミステリー・ツアー』を除き廃盤になったが、2004年にボックスセットとして発売された『The Capitol Albums Vol.2』でモノラルとステレオ両方のバージョンが初CD化された。

## 収録曲
特記がない限り、『ビートルズ・フォー・セール』からの収録。作詞作曲について特記がないものは、レノン＝マッカートニーによるもの。
| #         | タイトル                                                                    | 作詞・作曲                                                    | リード・ボーカル                      | 時間  |
| --------- | --------------------------------------------------------------------------- | ------------------------------------------------------------- | ------------------------------------- | ----- |
| 1.        | 「カンサス・シティ/ヘイ・ヘイ・ヘイ・ヘイ」(Kansas City/Hey, Hey, Hey, Hey) | ジェリー・リーバーとマイク・ストーラー/リチャード・ペニーマン | ポール・マッカートニー                | 2:30  |
| 2.        | 「エイト・デイズ・ア・ウィーク」(Eight Days A Week)                         |                                                               | ジョン・レノン ポール・マッカートニー | 2:43  |
| 3.        | 「ユー・ライク・ミー・トゥ・マッチ」(You Like Me Too Much)                  | ジョージ・ハリスン                                            |                                       | 2:34  |
| 4.        | 「バッド・ボーイ」(Bad Boy)                                                 | ラリー・ウィリアムズ                                          | ジョン・レノン                        | 2:17  |
| 5.        | 「パーティーはそのままに」(I Don't Want To Spoil The Party)                 |                                                               | ジョン・レノン ポール・マッカートニー | 2:33  |
| 6.        | 「ワーズ・オブ・ラヴ」(Words Of Love)                                       | バディ・ホリー                                                | ジョン・レノン ポール・マッカートニー | 2:10  |
| 合計時間: | 合計時間:                                                                   | 合計時間:                                                     | 合計時間:                             | 14:47 |

| #         | タイトル                                                   | 作詞・作曲           | リード・ボーカル                                         | 時間  |
| --------- | ---------------------------------------------------------- | -------------------- | -------------------------------------------------------- | ----- |
| 1.        | 「ホワット・ユー・アー・ドゥーイング」(What You're Doing)  |                      | ポール・マッカートニー                                   | 2:30  |
| 2.        | 「イエス・イット・イズ」(Yes It Is)                        |                      | ジョン・レノン ジョージ・ハリスン ポール・マッカートニー | 2:40  |
| 3.        | 「ディジー・ミス・リジー」(Dizzy Miss Lizzy)               | ラリー・ウィリアムズ | ジョン・レノン                                           | 2:51  |
| 4.        | 「テル・ミー・ホワット・ユー・シー」(Tell Me What You See) |                      | ポール・マッカートニー ジョン・レノン                    | 2:35  |
| 5.        | 「エヴリー・リトル・シング」(Every Little Thing)           |                      | ジョン・レノン ポール・マッカートニー                    | 2:01  |
| 合計時間: | 合計時間:                                                  | 合計時間:            | 合計時間:                                                | 12:37 |

## チャート成績・認定

### チャート成績
| チャート (1965年)             | 最高位 |
| ----------------------------- | ------ |
| US Billboard Top LPs          | 1      |
| 西ドイツ (Offizielle Top 100) | 15     |

### 認定
| 国/地域                    | 認定     | 認定/売上数 |
| -------------------------- | -------- | ----------- |
| カナダ (Music Canada)      | Gold     | 50,000^     |
| アメリカ合衆国 (RIAA)      | Platinum | 1,000,000^  |
| ^ 認定のみに基づく出荷枚数 |          |             |